# ایزدان نخستین یونان

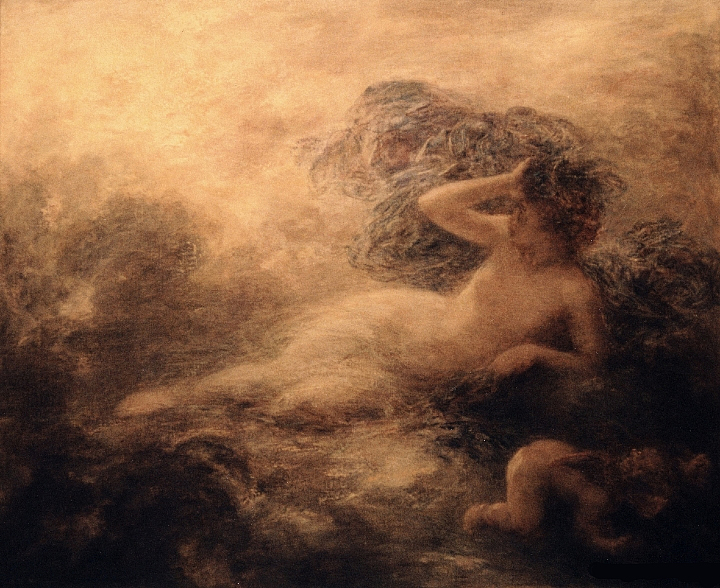
ایزد نوکس

ایزدان نخستین یونان (به یونانی: Protogenoi) (پروتوس به معنی نخستین و گنوس به معنی زاده)، در اساطیر یونانی، اجزای اصلی تشکیل دهنده جهان و نخستین مخلوقاتی که در جهان ظهور کرده و به وجود آمدند. این ایزدان اولیه، گروهی از خدایان بودند که تمامی ایزدان و ایزدبانوهای دیگر را پدید آوردند. آن‌ها شامل زمین، هوا، آسمان، دریا، آب گوارا، دنیای زیرین، تاریکی، شب، روز و روشنایی بودند، اما مهم‌ترین آن‌ها اورانوس (پدر آسمان‌ها) و گایا (مادر زمین) بودند، که بعدها از ازدواج آنها تیتان‌ها  به وجود آوردند.

## هزیود
بر طبق نسب‌نامهٔ خدایان اثر هزیود:
- خائوس (تاریکی) و نوکس (شب)
- آیتر (روشنایی) و همرا (روز)
- اورانوس (آسمان) و گایا (زمین)
- اورئا
- پونتوس (دریا)
- تارتاروس (دنیای زیرین)
- اروس (زایش و باروری)